# Usmate Velate
Usmate Velate (Œuss Velàa in dialetto brianzolo) è un comune italiano di 10 751 abitanti della provincia di Monza e della Brianza in Lombardia.

## Geografia fisica

### Territorio
Usmate Velate si estende su un territorio collinare, tipico della Brianza, al confine con la provincia di Lecco. Copre una superficie di 9,97 km² situati mediamente a 246 m s.l.m..
Dista 30 km da Milano e 25km Lecco e giace dove transitava la ex strada statale 36. Nel comune ha inizio la A51 dove sono presenti i due svincoli della tangenziale est di Usmate Velate nord e Usmate Velate sud.
Il comune fa parte del comprensorio del Parco Agricolo Nord Est (P.A.N.E.) e del Parco dei Colli Briantei. Precedentemente anche del Parco del Molgora, poi confluito nel P.A.N.E..

### Clima
Usmate Velate, secondo la classificazione dei climi di Köppen, gode di un clima temperato delle medie latitudini, piovoso o generalmente umido in tutte le stagioni e con estati molto calde e afose con temperature che non superano mediamente i 35 °C.
Le precipitazioni si concentrano nei periodi compresi tra marzo e maggio, con un leggero calo nei mesi estivi, e un riacutizzarsi nel periodo compreso tra ottobre e novembre inoltrato.
Il comune appartiene alla zona climatica E.

## Storia

### Usmate
Da Usmate, in epoca romana, passava la via Spluga, strada romana che metteva in comunicazione Milano con Lindau passando dal passo dello Spluga. Usmate era anticamente chiamata Uocimate e, prima che Vimercate divenisse Martesana, segnava il confine meridionale della Brianza. Cresceva, come a difesa della verde e fertile terra briantina, una lunga estensione di fittissime boscaglie che si prolungavano, da un lato, fino a Casate Vecchio e, dall'altro, fino a Lomagna.
Sin dai tempi antichi Usmate possedeva una chiesa dedicata al vescovo San Zenone, ma non era costituita in parrocchia. Fu San Carlo Borromeo che la rese tale nel 1571, poiché, prima di allora, Usmate fece sempre parte della Parrocchia di Vimercate. Dopo la pace di Costanza, sorsero nuove contese fra nobili e plebei milanesi, con frequenti spargimenti di sangue. I nobili, sopraffatti, furono costretti a rifugiarsi nei nostri paesi briantini, dove tenevano i loro possedimenti. Guidotto da Usmate, eletto Console, riuscì a radunare in Lecco gli arbitri delle due parti e a concludere, nel 1219, quel patto conosciuto col nome di Pace di Lecco, mediante il quale i nobili esuli poterono rientrare in Milano. Al principio del XIV secolo, le terre di Usmate erano di proprietà di Bernabò Visconti, Signore di Milano, e si narra che il temuto tiranno qui si recasse sovente, allettato dal piacere della caccia a cui si prestavano le fitte boscaglie allora esistenti.
Anche Usmate fu teatro di sanguinose battaglie; celebre quella avvenuta nel febbraio 1322 tra l'esercito ghibellino, capitanato da Marco Visconti, e l'esercito guelfo. La sorte delle armi arrise ai Guelfi che, messo in fuga Marco Visconti, entrarono in Usmate, poi a Vimercate, e subito dopo assediarono Monza.

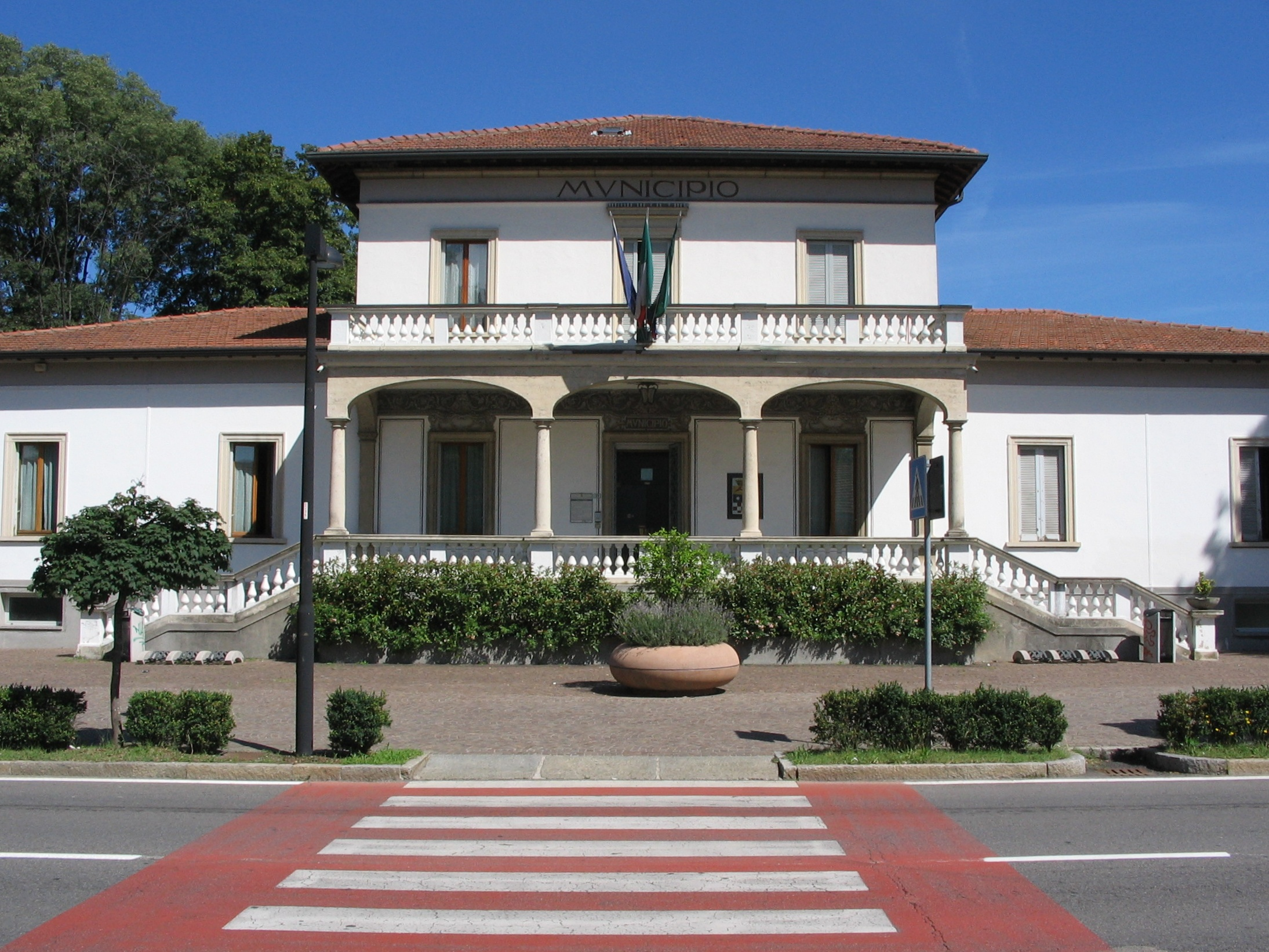
Il Municipio, dettaglio

Usmate era talvolta volgarmente chiamato "Osio", "Öeus" nel dialetto locale. Questo perché, nel triste periodo della dominazione spagnola, feudatari di Usmate erano, appunto, i conti Osio. Fra questi, tristemente famoso divenne il conte Gian Paolo Osio, che in Usmate teneva un castello di cui non si conserva la minima traccia. Fu il seduttore della famosa Monaca di Monza, ricordata dal Manzoni ne I promessi sposi; signoreggiava e tiranneggiava commettendo, impunito, orribili delitti; per uno di questi, però, l'Osio e i suoi bravi furono citati a rendere conto. Non essendo comparsi davanti alla giustizia e dubitando che fossero nascosti nel castello di Usmate, questo fu distrutto fino alle fondamenta nell'anno 1608, ed il perfido conte venne, in seguito, ucciso da un suo amico, nella cui casa si era rifugiato.

### Velate
Velate faceva anticamente parte del Comitato di Milano; nelle cronache milanesi si legge che Berengario I, longobardo, riconoscente verso il Capitolo di Monza per vari benefici da esso ricevuti, con diploma 1º luglio 920 fece dono al Capitolo stesso del villaggio di Velate. In alcuni documenti citati da Paolo Frisi nelle sue "Memorie", risulta che anche l'imperatore Lotario, nel 1136, confermò tale possesso.
Centro agricolo delle colline briantee, Velate conobbe una significativa trasformazione tra Settecento e Ottocento. Nei primi anni dell'Ottocento, il conte Rinaldo di Barbiano, principe di Belgioioso d'Este, concentrò nelle proprie mani larga parte dei beni agricoli della comunità velatese, cui aggiunse altri terreni siti in Usmate. Proprietario di quasi 3.700 pertiche di terreno a Velate, il conte fece della sua dimora nel centro del borgo una classica villa di delizie, uno splendido e ampio soggiorno estivo dotato di un oratorio privato e di un magnifico parco. I beni del conte passarono alla figlia Maria Beatrice, che nel 1812, aveva sposato il conte Giorgio Giovanni Giulini della Porta. Particolarmente legata a Velate, dove fece costruire una tomba di famiglia (la Cappella S. Felice), Maria Beatrice sopravvisse al marito ed ai figli maschi Rinaldo e Cesare. Alla sua morte, avvenuta nel gennaio del 1871, i beni di Velate passarono alla figlia Anna, vedova di Camillo Casati.
Attraverso complesse vicende famigliari un cospicuo insieme di beni, concentrati nei centri di Velate, Arcore, Muggiò e Usmate, venne ad ampliare il patrimonio della famiglia Casati, in particolare di Gian Alfonso Casati, settimo figlio di Anna Giulini della Porta e di Camillo Casati, padre di Alessandro Casati, amico di Benedetto Croce ed esponente di rilievo del mondo liberale italiano.
Nel 1919 la villa, il parco e diversi terreni situati a nord-est di Velate vennero venduti al commerciante Maurizio Scaccabarozzi di Vimercate, che ve ne fece stabile dimora per la sua famiglia.
Velate ebbe l'aggiunta Milanese con R.D. nº 1054 del 14 dicembre 1862.
Usmate e Velate facevano già parte della pieve di Vimercate quando, nel gennaio 1475, il duca Francesco Sforza conferì a Giovanni Antonio Secco, detto il Conte Borella (o Secchi Borella, da un feudo nelle Calabrie), prefetto delle scuderie ducali (che darà origine alle famiglie Seccoborella, Borella de' Secchi ed anche solo Borella), il titolo di conte, assegnandogli il feudo di Vimercate con tutta la sua pieve.
Circa trecento anni più tardi, il conte Gian Battista Trotti di Vimercate sposa Giulia Seccoborella e ne rileva il feudo.

### L'unificazione
L'unificazione di Usmate e Velate risale al 24 febbraio 1869 quando Usmate, già Comune autonomo, venne aggregato a Velate Milanese, modificando la denominazione in Usmate di Velate.
Solo in data 15 agosto 1930 Velate Milanese fu autorizzato a trasferire la sede municipale a Usmate di Velate, assumendo così l'attuale denominazione di Usmate Velate.
Dal 19 Novembre 2010 è gemellata con il comune di Castellabate, accumunati entrambi dall'aver ospitato le riprese del film 'Benvenuti al Sud'.

### Simboli
Con deliberazione comunale in data 20 settembre 1930, l'allora podestà Giuseppe Monfrini presentò richiesta di concessione dello stemma e del gonfalone del comune, che fu accolta il 30 ottobre 1954, con decreto del presidente della Repubblica Luigi Einaudi.
Lo stemma adottato «rievoca gli antichi blasoni delle famiglie ricche e potenti che hanno risieduto in Usmate Velate, dominando in paese e dintorni per proprietà e potere» e si compone di tre sezioni o fasce: dall'alto, la prima raffigura un martello (ponzone) fra due ali, di colore rosso su fondo oro, simboli degli antichi stemmi delle famiglie Ala e Ponzone (d'oro, a tre martelli di rosso, all'antica); la sezione centrale presenta tre stelle d'argento a sei punte su fondo azzurro, ricavate dallo stemma della famiglia Osio; la sezione sottostante riproduce una scacchiera a quadri argento e rosso, presente nello stemma della famiglia Barbiano di Belgioioso (scaccato di argento e di rosso; al capo d'argento, alla croce di rosso).
Lo stemma è completato dagli ornamenti dei Comuni: una corona muraria d'argento e due frasche, una di quercia e una di alloro.
Il gonfalone è un drappo di azzurro.

## Monumenti e luoghi d'interesse

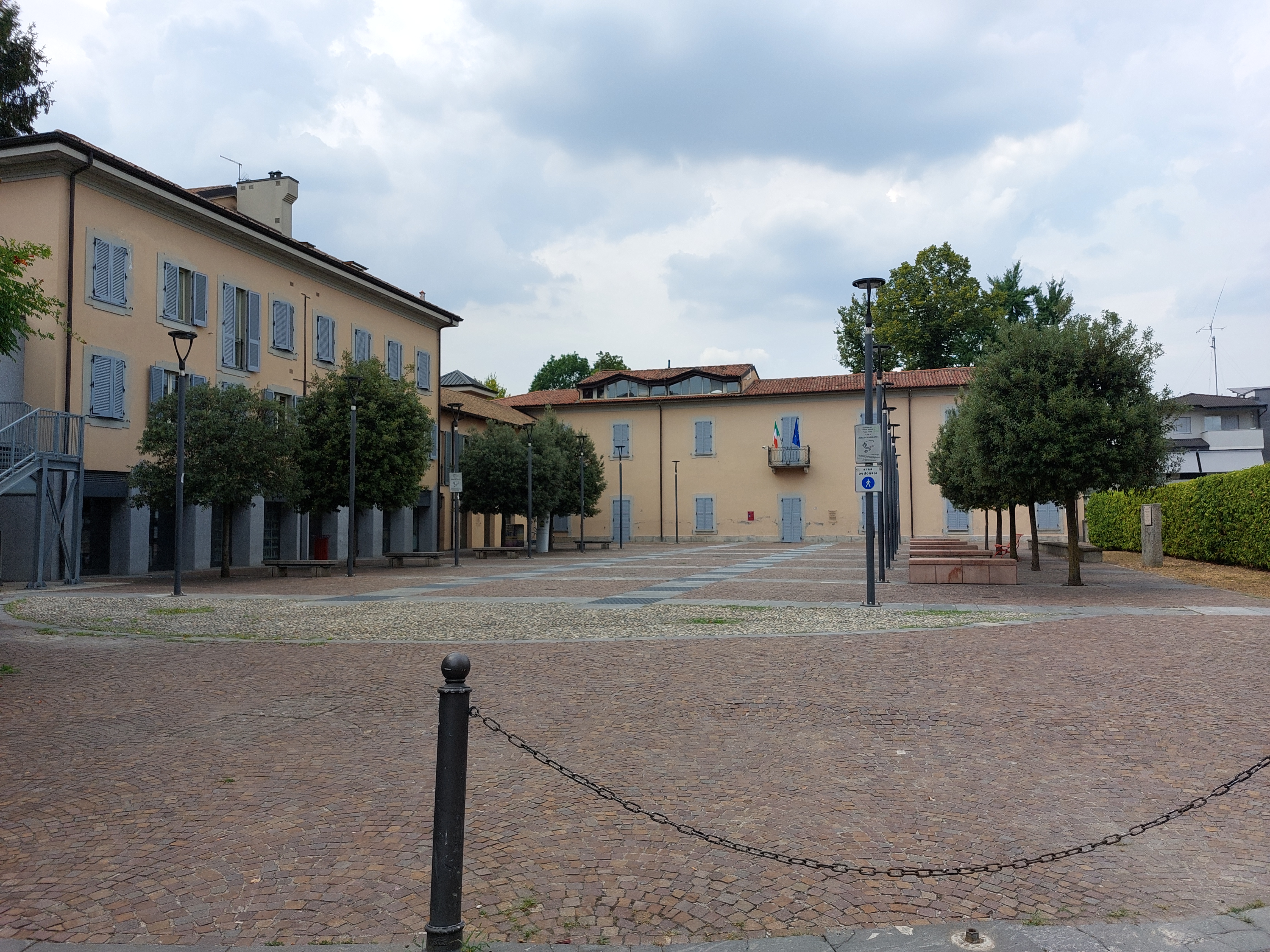
Piazza Pertini di Villa Borgia (Usmate)

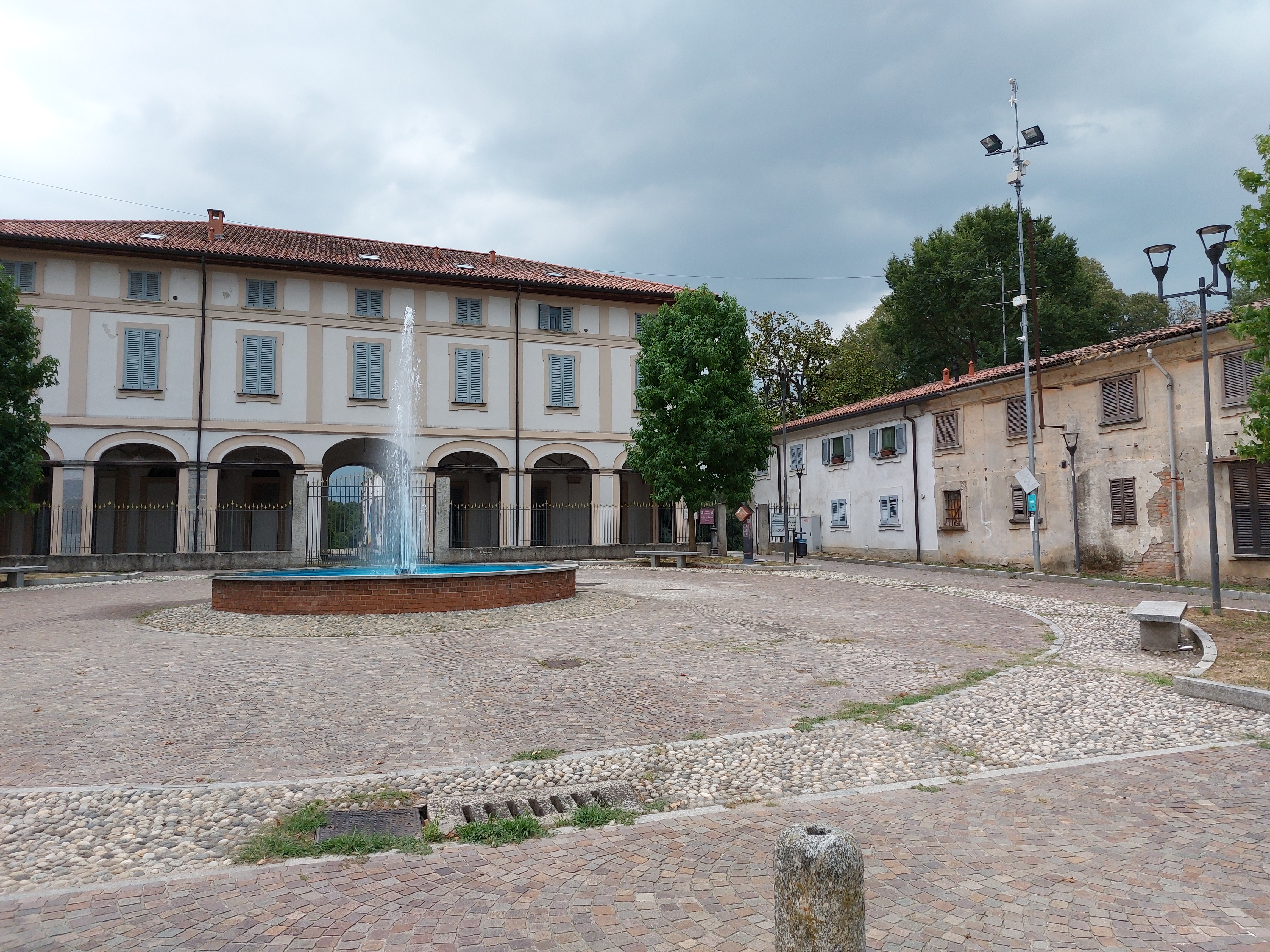
Piazza di Villa Scaccabarozzi Belgioioso (Velate)

## Architetture religiose

### La chiesa di Usmate

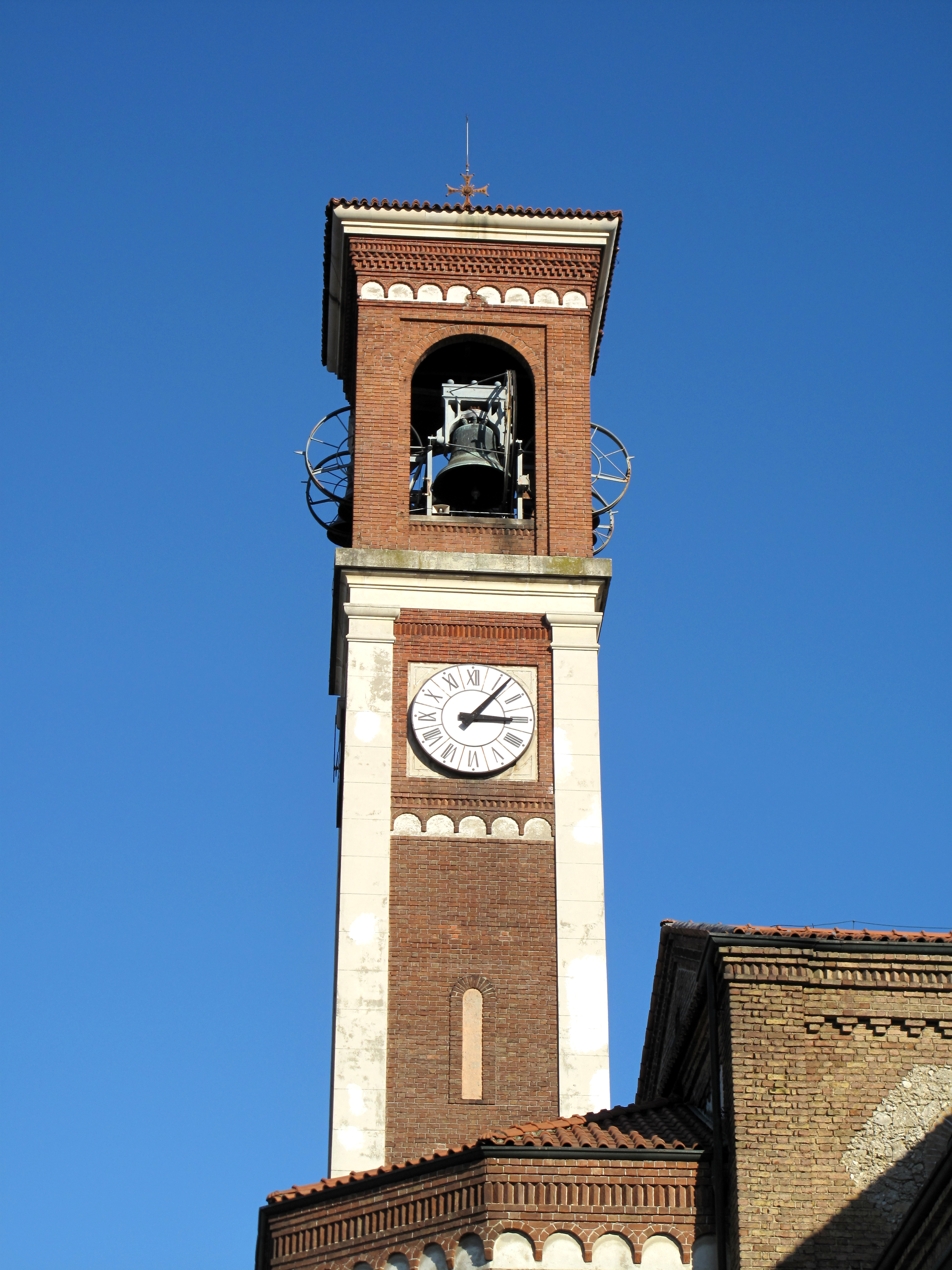
Il campanile

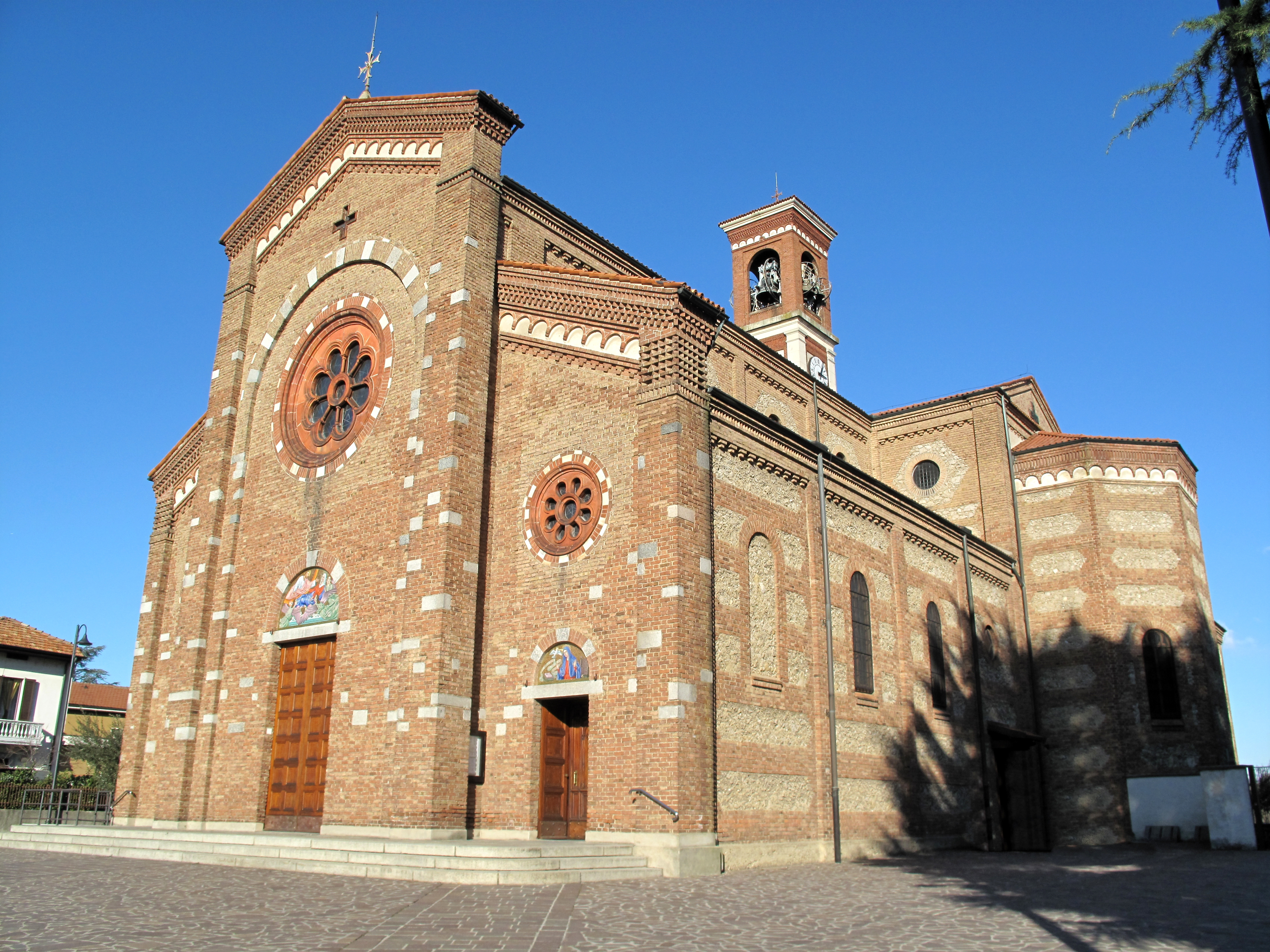
Lato destro

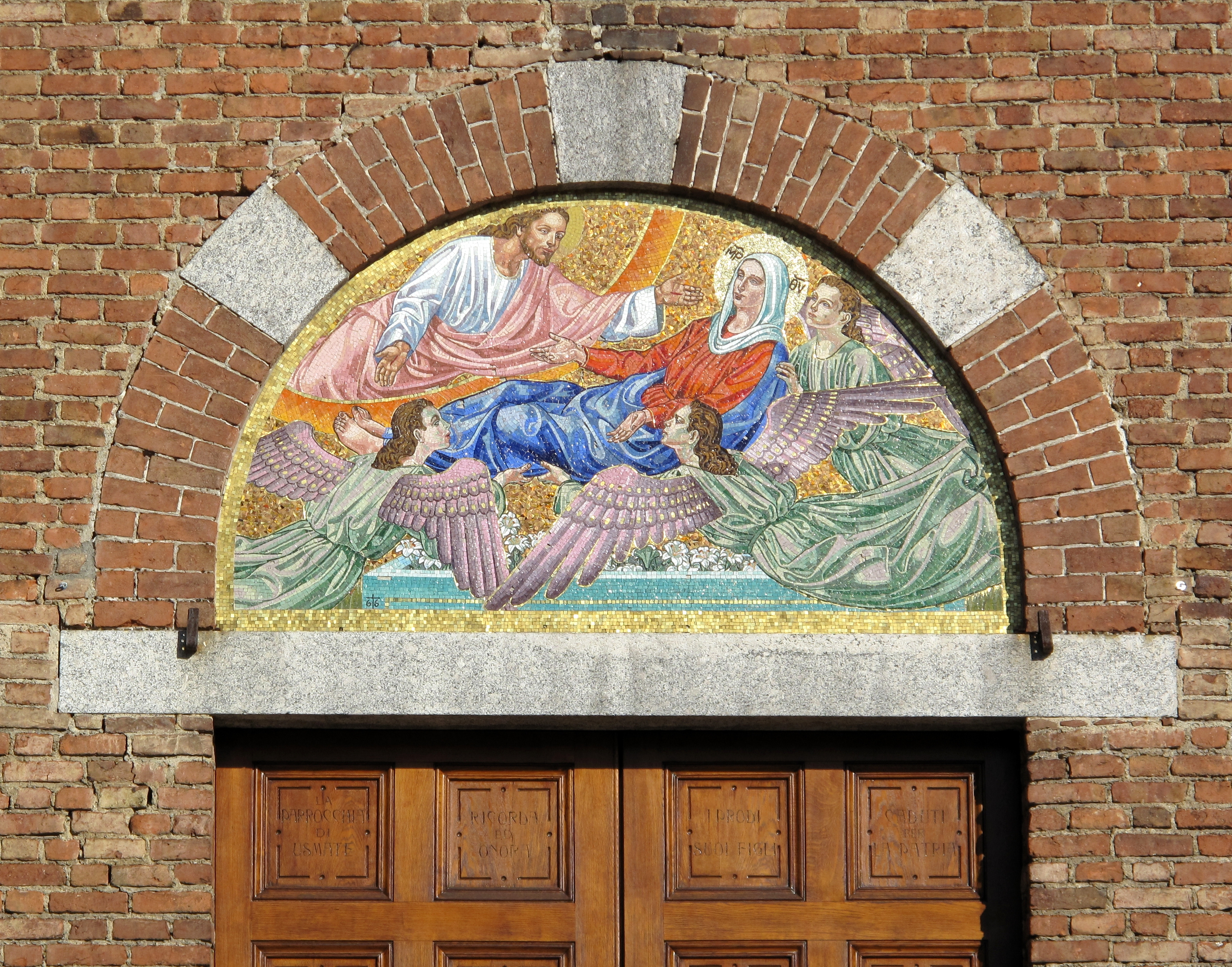
Mosaico raffigurante l'Assunzione di Maria

La chiesa di Santa Margherita situata in via Cavour 33 venne costruita nel 1930, per poi essere completata definitivamente nel Natale del 1932. È stata realizzata dall'ingegner Antonio Casati di Milano in stile romanico-lombardo. La chiesa è stata costruita a forma di croce latina.
Fu consacrata il 22 ottobre 1933 dal cardinale Alfredo Ildefonso Schuster che il 5 luglio 1930 ne posò la prima pietra. La costruzione si rese necessaria in sostituzione della vecchia chiesa, l'attuale sala dell'oratorio Don Bosco in via Cavour 1, poiché troppo piccola per accogliere tutti i fedeli.
La Madonna del Drighet è diventata importante perché, prima dell'epidemia di peste, i contadini trovarono sul muro della casa l'immagine della Madonna, e durante l'epidemia, coloro che dovevano transitare per Usmate (che a quei tempi si pronunciava Os) per recarsi nei paesi vicini non venivano fatti entrare in paese, poiché non vi erano ancora casi di peste. Gli usmatesi, in quel periodo, si rivolgevano alla Madonna per proteggerli dalla malattia, che si stava diffondendo sempre più velocemente.
Nell'affresco sono raffigurati Maria, come madre, come arcangelo, come "annunziata", due angioletti. L'arcangelo reca un giglio, simbolo della purezza e della rinascita. L'affresco è antecedente l'edificio. L'affresco si trovava sul muro di un filatoio che rimase fino al 1900. Della stessa epoca dell'affresco è l'altare – che ora si trova sul lato sinistro della Chiesa, dove c'è la statua della Madonna, ed un armadio del '600, dove vengono custoditi gli arredi sacri.
Entrando nella chiesa dal lato destro si può notare la scultura in legno raffigurante il Cristo crocifisso, opera del 1938 dallo scultore locale Silvio Monfrini.
Il concerto campanario è composto da 8 campane in tonalità si bemolle 2 crescente, 3 di queste campane furono fuse dalla fonderia Pruneri di Grosio, le restanti 5 dalla fonderia Cavadini di Verona. Attualmente il suono delle campane è completamente automatizzato mediante programmatore elettronico.

## Infrastrutture e trasporti

### Strade
Usmate Velate è posizionato alla fine della tangenziale Est di Milano (A51). Inoltre il comune è posto sulla ex SS36.

### Ferrovie
La stazione di Carnate-Usmate è il punto d'incrocio fra le linee ferroviarie Lecco-Milano e Seregno-Bergamo.

## Sport
La maggior parte degli impianti sportivi del paese, sono ubicati nel Centro Sportivo Comunale di via Bernardino Luini.
Alcuni degli sport praticati nel territorio comunale, hanno raggiunto anche livelli importanti: il Velate Rugby ha disputato diverse stagioni in serie B, mentre la squadra calcistica dell'F.C. Usmate nata nell'anno 1980, e oggigiorno con denominazione A.S.D. Nuova Usmate, ha partecipato al campionato di serie D nella stagione 2001-2002. La più antica società sportiva è comunque ASD USMATE, nata nel 1969, che si occupa soprattutto di basket e che si è particolarmente distinta nel settore femminile dove da alcuni anni partecipa al campionato di serie B
Presente in paese la sede della ditta Lampre che sponsorizzava la squadra ciclistica della Lampre-Merida.

## Società

### Evoluzione demografica
Comune di Usmate
- 500 nel 1751
- 485 nel 1771
- 668 nel 1805
- 1 139 dopo annessione di Velate nel 1809
- 1 299 dopo annessione di Camparada nel 1811
- 1 057 nel 1853
- 1 286 nel 1861

Abitanti censiti

### Stranieri
Gli stranieri residenti nel comune sono 780, ovvero il 7,8% della popolazione. Di seguito sono riportati i gruppi più consistenti:
1. Romania, 222
2. Marocco, 129
3. Albania, 76
4. Ucraina, 43
5. Bangladesh, 30
6. Perù, 26
7. Bulgaria, 22
8. Egitto, 22
9. Bielorussia, 1

### Lingue e dialetti
Oltre alla lingua italiana, a Usmate Velate è utilizzato il locale dialetto brianzolo, una variante della lingua lombarda.
Come tutti i dialetti lombardi occidentali, anche il brianzolo è sostanzialmente una lingua romanza derivata dal latino.
Attualmente, l'uso del brianzolo sta lentamente regredendo, anche se in misura minore di altri dialetti lombardi, soprattutto quelli parlati nelle città.

### Religione
La maggior parte della popolazione appartiene alla Chiesa cattolica, e afferisce alle parrocchie di Santa Margherita in Usmate e di Santa Maria Assunta in Velate Milanese. Entrambe le chiese appartengono all'Arcidiocesi di Milano e seguono il rito ambrosiano; insieme alle comunità di Carnate e Ronco Briantino costituiscono la Comunità Pastorale Madonna del Carmine.

## Amministrazione
| Periodo | Periodo   | Primo cittadino             | Partito      | Carica                  | Note |
| ------- | --------- | --------------------------- | ------------ | ----------------------- | ---- |
| 1892    | 1914      | Conte Cav. Francesco Borgia |              | -                       |      |
| 1914    | 1920      | Emilio Penati               |              | -                       |      |
| 1920    | 1924      | Enrico Maggiolini           |              | -                       |      |
| 1924    | 1928      | Cesare Borgia               |              | Podestà                 |      |
| 1928    | 1929      | Abele Tadini                |              | Commissario prefettizio |      |
| 1929    | 1930      | Egidio Spada                |              | Commissario prefettizio |      |
| 1930    | 1945      | Giuseppe Monfrini           |              | Podestà                 |      |
| 1945    | 1946      | Alfonso Redaelli            |              | -                       |      |
| 1946    | 1951      | Alessandro De Ponti         |              | -                       |      |
| 1951    | 1980      | Silvio Garancini            |              | -                       |      |
| 1980    | 1982      | Giuseppe Baio               |              | -                       |      |
| 1982    | 1984      | Gianni Magni                |              | -                       |      |
| 1984    | 1995      | Daniela Mazzuconi           |              | Sindaco                 |      |
| 1995    | 1999      | Roberto Rossi               |              | Sindaco                 |      |
| 1999    | 2009      | Angelo Penati               |              | Sindaco                 |      |
| 2009    | 2019      | Maria Elena Riva            | Lista civica | Sindaco                 |      |
| 2019    | in carica | Lisa Mandelli               | Lista civica | Sindaco                 |      |